# Enrique Domínguez Rodiño
Enrique Domínguez Rodiño (Jerez de la Frontera, 2 de agosto de 1887 - Fuenterrabía, Guipúzcoa, 17 de julio de 1974) fue un periodista, escritor, traductor y productor cinematográfico español.

## Biografía
En 1914 estalla la I Guerra Mundial. Rodiño era un hombre de negocios y un asesor comercial que se encontraba en la ciudad alemana de Bremen. Se encontraba sin ocupación por el bloqueo de los puertos alemanes y, en lugar de intentar regresar a España por algún medio, decidió quedarse en Centroeuropa y pensó en enviar sus crónicas a algún medio español. Se puso en contacto con el escritor Ángel Guimera, al que conocía, que le puso en contactor con el director del periódico español La Vanguardia, Miguel S. Oliver.
Su primeras crónicas la enviará de manera escondida, cosiendo los textos a la ropa de un compañero que volvía a España desde Alemania. Esas son las primeras crónicas que luego publicaría en 1917 en la editorial Renacimiento: Las primeras llamas. Diario de un testigo-cronista de la guerra. En dicha guerra también recorrerá Italia, Bélgica, Francia, Suiza, Polonia, los Balcanes, Lituania y Suecia.
Acabada esta permanece en Berlín como periodista del diario El Imparcial lo que le permite viajar a Rusia para cubrir la Revolución de aquel país.
Durante una gira por la República de Letonia descubre la tumba de Ángel Ganivet, cuyos restos consigue repatriar a España después de escribir una serie de reportajes para sensibilizar a la opinión pública española.
De regreso a España ocupa el puesto de gerente de El Imparcial y la dirección del suplemento Los Lunes, del que es responsable hasta 1925. Ese mismo año vuelve a Alemania como agregado de prensa y cultura de la embajada española en Berlín, cargo que simultanea con el de corresponsal de La Voz y comisario general de la Exposición Internacional de Barcelona para Alemania y los Países Bajos.
En 1933, ya en España, es nombrado director administrativo y consejero delegado de la productora cinematográfica CEA, en la que ejercerá la vicepresidencia desde 1935 hasta 1965.
Domínguez Rodiño aborda también la realización cinematográfica con el documental Romancero marroquí (1938) y la redacción de guiones como el de Madrid de mis sueños (1942).
Por sus trabajos diplomáticos recibirá diversas condecoraciones por parte de los gobiernos de España, Marruecos y Alemania.
A propuesta de la asociación cultural jerezana Cine-Club Popular, una calle de la ciudad lleva su nombre.

## Obras
- Las primeras llamas. Diario de un testigo-cronista de la guerra. Ed. Renacimiento. Madrid, 1917
- En los umbrales de Rusia. Por los Balkánes del Báltico. La tragedia de Ganivet.El Imparcial, 14, 21, 23 de enero de 1921
- Rocío, La Pilares. Ed. Sucs. Rivadeneyra. Madrid, 1924
- Carlota supo que no tenía corazón. Ed. Los contemporáneos. Madrid, 1924)
- El rayo verde. Ed. Raffer Editorial Artística. Madrid, 1924